# 圆锥花远志
圆锥花远志（学名：Polygala paniculata）为远志科远志属下的一个种。

## 扩展阅读
- 維基物種上的相關：圆锥花远志